# 本編
本編（ほんぺん）は、作品用語のひとつ。本篇、正編とも呼ばれる。

## 概要
書物や文書などの主体となる部分。また、予告編に対して実際に上映される映画、テレビドラマに対して劇場で公開される映画、この編を指すこともある。正編といえば書物や書籍などの主要部分として編述されたもの、続編に対して最初に編まれた書籍も指すこともある。
一つの作品のメインストーリーやシリーズ作品の主要作品に対して使用される。作品ごとに繋がりがないシリーズ作品では、第一作やナンバリングタイトルなどの作品に対して使用される（「ファイナルファンタジーシリーズ」など）。
一つの作品の本編以外の話は外伝（『NARUTO -ナルト-』の「カカシ外伝〜戦場のボーイズライフ〜」など）や番外編などと呼ばれることもあり、シリーズ作品の本編作品以外の作品は派生作品と呼ばれる。